# ناتوره ایر
ناتوره ایر (به انگلیسی: Nature Air) یک شرکت هواپیمایی با کد یاتا 5C است که در تاریخ ۱۹۹۰ میلادی تأسیس شده‌است. دفتر مرکزی ناتوره ایر در سان خوزه، کاستاریکا واقع شده‌است و قطب این شرکت هواپیمایی در فرودگاه بین‌المللی خوآن سانتاماریا قرار دارد و به ۱۳ مقصد، پرواز مستقیم انجام می‌دهد.